# آندری سانتوس
آندری ناسیمنتو دوس سانتوس (پرتغالی: Andrey Nascimento dos Santos؛ زادهٔ ۳ مهٔ ۲۰۰۴) بازیکن فوتبال اهل برزیل است که در پست هافبک میانی برای باشگاه چلسی در لیگ برتر انگلستان و تیم ملی برزیل بازی می‌کند.

## دوران باشگاهی

### واسکو دوگاما
سانتوس در چهار سالگی برای کاهش وزن به فوتسال معرفی شد. او عاشق این بازی شد و به عنوان مدافع شروع به بازی کرد و سپس در دوران حضورش در آکادمی جوانان باشگاه ورزشی واسکو دوگاما به خط میانی منتقل شد.
در ۶ مارس ۲۰۲۱، در سن ۱۶ سالگی، سانتوس اولین بازی حرفه ای خود را برای واسکو دوگاما به عنوان یک تعویض در دقیقه ۸۵ در باخت ۱–۰ خارج از خانه مقابل ولتا ردوندا انجام داد. او اولین بازی خود در لیگ را در ۲۸ نوامبر ۲۰۲۱ در جریان شکست ۳–۰ در بازی‌های سری بی برزیل در خارج از خانه مقابل لوندرینا انجام داد.
در فصل ۲۰۲۲، زی ریکاردو، سرمربی واسکو، سانتوس را به یک بازیکن اصلی در تیم تبدیل کرد و کارش را به سمت اوج جدیدی برد. او در ۷ ژوئن ۲۰۲۲ با گلزنی در پیروزی ۳–۲ از جریان بازی‌های سری بی برزیل، خارج از خانه، مقابل باشگاه فوتبال نائوچیکو، تبدیل به جوانترین گلزن تاریخ باشگاه شد.

### چلسی
در ۶ ژانویه ۲۰۲۳، واسکو دوگاما اعلام کرد که سانتوس باشگاه را ترک کرده و به باشگاه لیگ برتری چلسی پیوسته است.

## افتخارات
واسکو دوگاما
- Taça Rio: ۲۰۲۱

چلسی
- جام جهانی باشگاه‌ها: ۲۰۲۵[۹]

زیر ۱۵ سال برزیل
- مسابقات زیر ۱۵ سال آمریکای جنوبی: ۲۰۱۹

زیر ۲۰ سال برزیل
- مسابقات قهرمانی فوتبال جوانان آمریکای جنوبی: ۲۰۲۳[۱۰]

انفرادی
- بهترین گلزن مسابقات زیر ۲۰ سال آمریکای جنوبی: ۲۰۲۳
- بازیکن جوان ماه لیگ ۱: ۲۴–۲۰۲۳